# Juni 1997
Dit artikel geeft een chronologisch overzicht van alle belangrijke gebeurtenissen per dag in de maand juni van het jaar 1997.

## Gebeurtenissen

### 1 juni
- De vervroegde parlementsverkiezingen in Frankrijk worden gewonnen door de Parti Socialiste van Lionel Jospin. De conservatieve president Jacques Chirac wordt door de kiezers veroordeeld tot een cohabitation voor de rest van zijn ambtstermijn.
- Het begin van het vijftigste Holland Festival, tevens het laatste dat werd geprogrammeerd door de componist Jan van Vlijmen, die wordt opgevolgd door theaterregisseur Ivo van Hove.

### 2 juni
- In een straal van tien kilometer rondom het Brabantse Venhorst wordt het fokken van varkens verboden. Enkele weken later wordt het verbod ook van kracht in het gebied rond Asten.

### 4 juni
- Het Nederlands voetbalelftal wint in Soccer City in Johannesburg met 2-0 van gastheer Zuid-Afrika. Giovanni van Bronckhorst en Jean-Paul van Gastel scoren voor de ploeg van bondscoach Guus Hiddink in het vriendschappelijke duel.

### 5 juni
- Over de geldigheid van bijna vierhonderd wetten en regels ontstaat onduidelijkheid als in een uitzending van Nova blijkt dat Nederland heeft verzuimd ze in Brussel aan te melden. Het is het begin van wat de 'Securitel-affaire' zal heten. Het kabinet begint een 'nationale hersteloperatie'.
- De burgemeesters van de 22 Rijnmond-gemeenten zeggen het vertrouwen in de Rotterdamse korpschef Jan Willem Brinkman op. Brinkman legt zich niet bij het ontslag neer .

### 7 juni
- Voorzitter Hans Blankert van werkgeversorganisatie VNO-NCW wil de optieregeling waarmee werkgevers personeel belonen uitbreiden.

### 8 juni
- In Berlijn eindigt de Nederlandse vrouwenhockeyploeg als derde bij de strijd om de Champions Trophy.
- De Braziliaan Gustavo Kuerten en de Kroatische Iva Majoli zijn de verrassende winnaars van de Open Franse tenniskampioenschappen op Roland Garros.
- Wielrenner Ivan Gotti wint in eigen land de Ronde van Italië.
- In Nice behaalt de Belgische triatleet Luc Van Lierde de wereldtitel lange afstand. Bij de vrouwen gaat de zege naar de Duitse Ines Estedt.

### 9 juni
- Een jonge vrouw doet aangifte van verkrachting tegen topvoetballer Patrick Kluivert en drie van zijn vrienden. Justitie ziet af van vervolging wegens onvoldoende bruikbaar bewijs, maar concludeert later dat te snel tot seponeren is besloten. In december stelt het hof een nader onderzoek in.

### 11 juni
- Het Britse House of Commons stemt voor een totaalverbod op handvuurwapens.

### 12 juni
- De Rotterdamse korpschef Jan Willem Brinkman wordt met onmiddellijke ingang door minister Hans Dijkstal (Binnenlandse Zaken) met buitengewoon verlof gestuurd.

### 13 juni
- Een jury veroordeelt Timothy McVeigh ter dood voor zijn rol in de bomaanslag in Oklahoma City in 1995.

### 15 juni
- Het Japans voetbalelftal wint de 18de editie van de strijd om de Kirin Cup door na Kroatië (4-3) ook Turkije (1-0) te verslaan.
- Bokser Don Diego Poeder verovert de wereldtitel in het cruisergewicht

### 16 juni
- Europese top in Amsterdam. De onderhandelingen over een verdrag dat de EU moet voorbereiden op de uitbreiding met Oost-Europese landen verlopen moeizaam. Wel 'voortvarend' is het optreden van de Amsterdamse politie. Zij houdt 380 demonstranten aan op grond van artikel 140 van het wetboek van Strafrecht, dat deelname aan een criminele organisatie strafbaar stelt. Later maakt justitie bekend dat geen van de arrestanten wordt vervolgd wegens gebrek aan bewijs. Een commissie onder leiding van hoogleraar strafrecht Tom Schalken concludeert dat een wettelijke basis voor de arrestaties ontbrak.
- De Chicago Bulls winnen voor de vijfde keer de titel in de Noord-Amerikaanse profcompetitie NBA.

### 18 juni
- Om half vier 's morgens presenteert premier Wim Kok het Verdrag van Amsterdam. Volgens critici hebben de Europese leiders de belangrijkste beslissingen voor zich uit geschoven.

### 20 juni
- De Amerikaanse tabaksindustrie betaalt 360 miljard dollar om de komende vijfentwintig jaar vrijgesteld te zijn van rechtsvervolging, aldus een ontwerp-akkoord.
- Judith Herzberg krijgt de P.C. Hooftprijs voor poëzie.

### 21 juni
- De Nederlandse beroepsmilitair Wim Alaerds slaagt in zijn poging een plaats te veroveren in het Guinness Book of Records. Hij heeft 1224 uur op een twee meter hoge paal zitten achter de rug. Dit nieuwe wereldrecord levert hem niet alleen een vermelding op in het recordboek, maar ook een beloning van 22.000 Duitse mark en een nieuwe vriendin.

### 23 juni
- Een groot deel van Midden-Nederland wordt getroffen door een stroomuitval.

### 26 juni
- Harry Potter en de Steen der Wijzen, het eerste deel van de Harry Potterserie, verschijnt.

### 27 juni
- De Bezige Bij, de grootste zelfstandige literaire uitgeverij, wordt onderdeel van de Weekbladpers Groep.

### 29 juni
- In Meerssen wordt wielrenner Michael Boogerd Nederlands kampioen bij de professionals op de weg.

<< · januari · februari · maart · april · mei · juni · juli · augustus · september · oktober · november · december · >>